# Selección de rugby de Argentina
La selección de rugby de Argentina representa al país sudamericano en las competiciones internacionales y se la apoda los Pumas. Existe desde 1910 y es organizada por la Unión Argentina de Rugby (UAR).
Compite anualmente en The Rugby Championship contra los All Blacks, los Springboks y los Wallabies, siendo considerada la cuarta potencia mundial del Hemisferio sur; la séptima del mundo y la, indiscutiblemente, mejor de América. Participa en la Copa del Mundo cada cuatro años, donde logró alcanzar el tercer puesto en Francia 2007 y es la quinta selección con más partidos disputados en la historia de la competición, con 27 victorias en su haber; ubicándose en el octavo puesto de las selecciones más victoriosas en la Copa Mundial.
Hugo Porta fue su jugador sobresaliente del siglo XX, Agustín Pichot su capitán más emblemático, Juan Martín Hernández es considerado su más talentoso, Agustín Creevy su forward más importante y Marcelo Loffreda su técnico más brillante. Son estimados de los mejores rugbiers de la historia del deporte.

## Historia
En 1910 Argentina jugó su primer partido internacional contra los Leones Británicos e Irlandeses, que estaban de gira. Hasta los años 1960 la selección jamás convocó a un rugbista que no jugara en la URBA y el rugby en Argentina era considerado clasista.
En 1965 la selección realizó una gira por el sur de África y allá venció a Sudáfrica A, el segundo equipo de los Springboks, convirtiéndose en el triunfo más importante hasta entonces y fue apodada los Pumas. El sobrenombre surgió cuando un periodista sudafricano confundió al yaguareté del escudo de la UAR, usado hasta 2023, con un puma y los denominó así por el juego agresivo y compromiso.
Durante el siglo XX Argentina se convirtió en la potencia indiscutida del continente americano e invicto frente a todos, salvo Canadá que los derrotó en tres ocasiones, al ganar todas las ediciones del Campeonato Sudamericano de Rugby que disputó y las del Torneo Panamericano de Rugby, con todas victorias. Logró la mayor serie de victorias consecutivas, 20, entre 1960 y 1974.

### Popularización
Los Pumas de los años 1980 lograron las primeras victorias contra Francia e Italia, y en 1985 empataron 21–21 contra los All Blacks: siendo su mejor resultado en aquella época. A los rugbistas de aquella generación se les atribuye haber expandido el rugby a la clase media argentina.
En los años 1990, contando ya con el rugby siendo jugado en todas las provincias, Argentina logró sus primeras victorias ante Escocia, Inglaterra e Irlanda. Una última gran actuación se logró en 1999, cuando los Pumas avanzaron a la fase final del mundial de Gales 1999.

### SigloXXI
En 2001 Argentina venció a Gales por primera vez. Aunque el rugby no es tan popular como el fútbol en Argentina, el impresionante resultado obtenido en Francia 2007 hizo crecer significativamente la popularidad del deporte y en marzo de 2008 los Pumas fueron terceros en el World Rugby Ranking (mejor puesto histórico).
Tras su progresión en competitividad durante los años 2000, junto con su ubicación en el hemisferio sur, Argentina fue invitada a participar en The Rugby Championship contra Nueva Zelanda, Sudáfrica y Australia. En su primera temporada el equipo consiguió un empate ante Sudáfrica, en 2014 derrotó a Australia y en 2015 se impuso por vez primera a Sudáfrica.
En el Torneo de las Tres Naciones 2020 logró vencer por vez primera a Nueva Zelanda y completó las victorias ante las restantes nueve potencias del rugby mundial.

## Deporte aficionado
En Argentina no existe una liga profesional de rugby, el modelo es amateur.

“Es un honor y una muestra de seriedad que las 25 uniones que componen la UAR hayan estado presentes y que todas hayan aprobado por unanimidad lo realizado por el Consejo Directivo durante el 2016. Es un apoyo importantísimo que demuestra que todas las uniones están alineadas a las políticas que venimos llevando a cabo en su nombre y con el rugby amateur, el de nuestros clubes, como parte fundamental del desarrollo del rugby argentino” (Carlos Araujo, Presidente de la Unión Argentina de Rugby).

Sin embargo, la Unión Argentina de Rugby (UAR) se propone resolver una ecuación paradojal: desarrollarse profesionalmente a nivel de la competencia internacional sin renunciar al semillero y al espíritu del rugby amateur. Con este fin, desde el 2009 el rugby argentino encaró un profundo proceso de transformación para poder insertarse en la competencia contra las tres grandes potencias del Sur: los All Blacks, los Wallabies y los Springboks con el Plan de Alto Rendimiento (PlaDAR), un proyecto formativo de jugadores de rugby de la Unión Argentina de Rugby (UAR) en donde los jugadores que vienen de jugar en el rugby argentino que es amateur son preparados para poder competir contra jugadores de rugby profesionales. También reciben el nombre de PlaDARes los Centros de Alto Rendimiento en los que se realiza ese plan y los jugadores que participan.
Además de los cinco PlaDARes (Cuyo, Buenos Aires, Centro, Litoral y NOA), y los jugadores que desde 2016 se han contratado para la franquicia del Super Rugby, el Programa de Alto Rendimiento de la UAR cuenta con dieciséis Centros de Rugby. Los frutos de este programa se vieron reflejados en los resultados obtenidos en los mundiales (2011 y 2015) y las victorias en el Rugby Championship ante Australia, Sudáfrica y All Blacks, ganándoles por primera vez en un campeonato regular.

## Uniforme

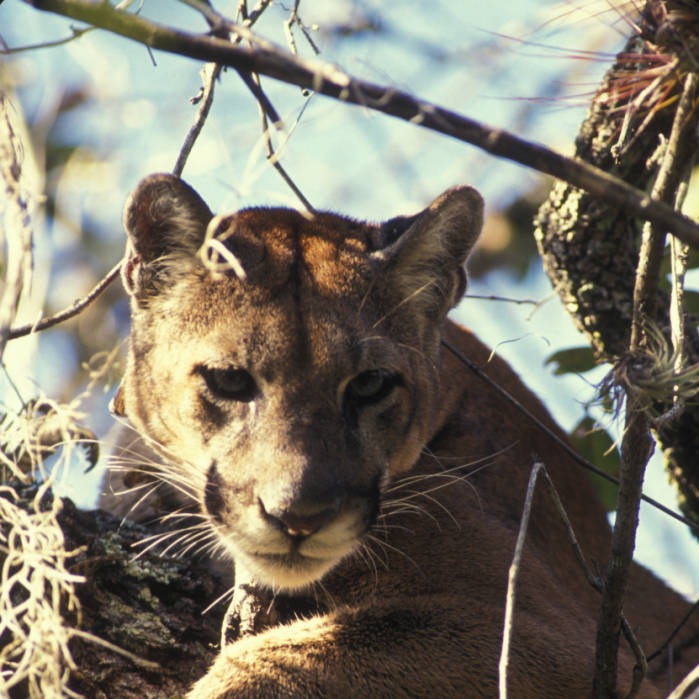
La selección se apoda los Pumas, debido a una confusión internacional sobre el animal representado en la camiseta de la selección, que era en realidad un jaguareté.

Históricamente, la camiseta alterna los colores blanco y celeste en líneas horizontales de la bandera nacional, teniendo en el lado del corazón la imagen de un felino, con la inscripción Unión Argentina de Rugby. El uniforme se completa con pantalón blanco y medias rayadas de blanco y celeste. 
El animal original, cuya imagen fue elegida como símbolo del rugby argentino, fue la de un yaguaraté, el mayor félido de América y el tercero del mundo, después del tigre y el león. Pero la prensa internacional, en la década de 1960, confundió la imagen con la de un puma, y comenzó referirse a la selección argentina como "los Pumas", denominación que fue adoptada por los argentinos, aunque manteniendo la imagen original, y sin abandonar el vínculo simbólico con el jaguareté, utilizada para nombrar otros equipos representativos del rugby argentino, como la selección femenina y la franquicia argentina Jaguares, que actuó en el Super Rugby. En abril de 2023 la UAR finalmente cambió la imagen original del yaguaraté y lo reemplazó por la de un puma, El uniforme "corregido" se usó por vez primera en The Rugby Championship 2023.
La camiseta alternativa, que en el rugby casi no se utilizan, es de color azul oscuro y la actual se inspira en el uniforme del Regimiento de Granaderos a Caballo.

### Proveedores y patrocinadores
| Período     | Proveedor      | Patrocinador |
| ----------- | -------------- | ------------ |
| 1963 - 1968 | Noceto Sports  | Ninguno      |
| 1968 - 1977 | Uribarri       | Ninguno      |
| 1978 -1998  | Adidas         | Ninguno      |
| 1999 - 2000 | Adidas         | VISA         |
| 2000 - 2003 | Topper         | VISA         |
| 2004 - 2011 | Adidas         | VISA         |
| 2012 - 2023 | Nike           | VISA         |
| 2024        | Le Coq Sportif | VISA         |

## Entrenadores

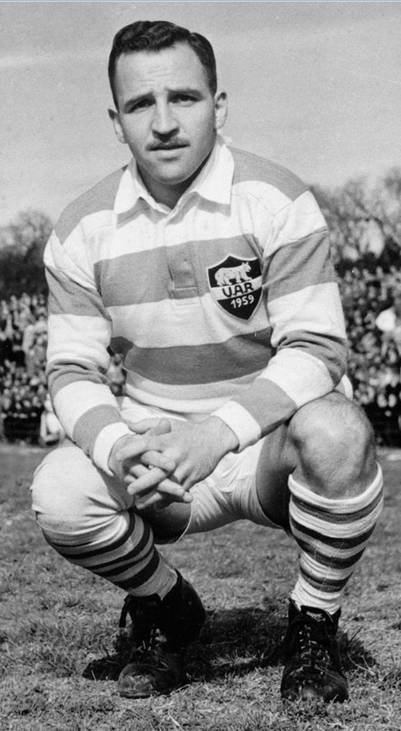
Ángel Guastella fue entrenador 10 años.

Los entrenadores desde que fueron los Pumas han sido:
- 1964–1965:  Izak Van Heerden. Asistentes: Alberto Camardón y Ángel Guastella.
- 1965–1973: Ángel Guastella. Asistentes: Alberto Camardón, Jorge Merelle, Eduardo Poggi y Oscar Martínez Basante.
- 1974: Carlos Villegas. Asistentes: Emilio Perasso y Jorge Merelle.
- 1975: Eduardo Poggi. Asistente: Eduardo Scharenberg.
- 1976–1977: Carlos Villegas. Asistente: Emilio Perasso.
- 1978: Ángel Guastella. Asistentes: Aitor Otaño y José Imhoff.
- 1978–1980: Aitor Otaño. Asistente: Luis Gradín.
- 1980–1983: Rodolfo O'Reilly.
- 1983–1987: Héctor Silva. Asistentes: Aitor Otaño y Ángel Guastella.
- 1987–1990: Rodolfo O'Reilly. Asistente: Raúl Sanz.
- 1990–1993: Luis Gradín. Asistentes: Guillermo Lamarca y José Imhoff.
- 1993–1994: Héctor Méndez y José J. Fernández.
- 1994–1995: Alejandro Petra. Asistentes: Ricardo Paganini y Emilio Perasso.
- 1995–1999:  Alex Wyllie. Asistentes: José Imhoff, José J. Fernández y Héctor Méndez.
- 1999–2007: Marcelo Loffreda. Asistente: Daniel Baetti.
- 2007–2013: Santiago Phelan. Asistente: Fabián Turnes.
- 2013–2018: Daniel Hourcade. Asistentes: Raúl Pérez y Pablo Bouza.
- 2018–2022: Mario Ledesma. Asistentes: Andrés Bordoy, Juan Fernández Lobbe y Nicolás Fernández Miranda.
- 2022–2023:  Michael Cheika. Asistentes: Felipe Contepomi, Juan Fernández Lobbe y  David Kidwell.
- 2024-act: Felipe Contepomi. Asistentes: Juan Fernández Lobbe, Andrés Bordoy y  Kenny Lynn.

## Plantel
La siguiente es la lista de los convocados para el Rugby Championship 2025, en la serie contra All Blacks.
Las pruebas corresponden hasta el 01/08/2025. En negrita los rugbistas titulares.
|                              | Jugador                   | Edad    | Posición      | Pruebas | Equipo                    |
| ---------------------------- | ------------------------- | ------- | ------------- | ------- | ------------------------- |
| Hookers y Pilares            |                           |         |               |         |                           |
| 1                            | Mayco Vivas               | 27 años | Pilar         | 30      | Oyonnax Rugby             |
|                              | Nahuel Tetaz Chaparro     | 35 años | Pilar         | 78      | Benetton Rugby Treviso    |
|                              | Boris Wenger              | 23 años | Pilar         | 0       | Dogos XV                  |
|                              | Leonel Oviedo             | 27 años | Hooker        | 0       | Dogos XV                  |
| 2                            | Julián Montoya            | 31 años | Hooker        | 108     | Section Paloise           |
|                              | Ignacio Ruiz              | 24 años | Hooker        | 17      | USA Perpignan             |
| 3                            | Pedro Delgado Ibañez      | 27 años | Pilar         | 4       | Dogos XV                  |
|                              | Francisco Coria Marchetti | 24 años | Pilar         | 3       | Brive                     |
|                              | Joel Sclavi               | 31 años | Pilar         | 27      | La Rochelle               |
| Segundas líneas              |                           |         |               |         |                           |
| 4                            | Franco Molina             | 27 años | Segunda línea | 12      | Western Force             |
| 5                            | Pedro Rubiolo             | 22 años | Segunda línea | 23      | Bristol Bears             |
|                              | Lucas Paulos              | 27 años | Segunda línea | 17      | Aviron Bayonnais          |
|                              | Guido Petti               | 30 años | Segunda línea | 89      | Harlequins FC             |
| Alas y Octavos               |                           |         |               |         |                           |
|                              | Juan Martín González      | 24 años | Ala           | 42      | Saracens                  |
|                              | Santiago Grondona         | 27 años | Ala           | 21      | Bristol Bears             |
| 6                            | Pablo Matera              | 32 años | Ala           | 112     | Mie Honda Heat            |
| 7                            | Marcos Kremer             | 28 años | Ala           | 73      | ASM Clermont Auvergne     |
|                              | Benjamín Grondona         | 21 años | Octavo        | 2       | Bristol Bears             |
| 8                            | Joaquín Oviedo            | 24 años | Octavo        | 13      | USA Perpignan             |
| Medios scrums                |                           |         |               |         |                           |
|                              | Simon Benitez Cruz        | 25 años | Medio scrum   | 3       | Newcastle Falcons         |
| 9                            | Gonzalo García            | 26 años | Medio scrum   | 11      | Zebre Rugby               |
|                              | Agustín Moyano            | 24 años | Medio scrum   | 2       | Dogos XV                  |
| Aperturas y Centros          |                           |         |               |         |                           |
|                              | Gerónimo Prisciantelli    | 25 años | Apertura      | 0       | Racing 92                 |
| 10                           | Tomás Albornoz            | 27 años | Apertura      | 17      | Benetton Rugby Treviso    |
| 12                           | Santiago Chocobares       | 26 años | Centro        | 27      | Stade Toulousain          |
| 13                           | Lucio Cinti               | 25 años | Centro        | 34      | Saracens                  |
|                              | Justo Piccardo            | 23 años | Centro        | 4       | Montpellier Hérault Rugby |
| Fullbacks y Wings            |                           |         |               |         |                           |
|                              | Ignacio Mendy             | 25 años | Wing          | 3       | Benetton Rugby Treviso    |
| 14                           | Rodrigo Isgró             | 26 años | Wing          | 9       | Harlequins FC             |
| 11                           | Bautista Delguy           | 28 años | Wing          | 33      | ASM Clermont Auvergne     |
|                              | Mateo Carreras            | 25 años | Wing          | 27      | Aviron Bayonnais          |
|                              | Santiago Carreras         | 27 años | Fullback      | 55      | Bath Rugby                |
| 15                           | Juan Cruz Mallía          | 28 años | Fullback      | 42      | Stade Toulousain          |
|                              | Benjamín Elizalde         | 21 años | Fullback      | 3       | Bristol Bears             |
| Entrenador: Felipe Contepomi |                           |         |               |         |                           |

### Últimas Bajas
| Ult. Conv.              | Jugador                   | Edad    | Posición      | Pruebas | Equipo                 |
| ----------------------- | ------------------------- | ------- | ------------- | ------- | ---------------------- |
| Ventana de Julio 2025   | Thomas Gallo              | 26 años | Pilar         | 35      | Benetton Rugby Treviso |
|                         | Eduardo Bello             | 29 años | Pilar         | 24      | Newcastle Falcons      |
|                         | Ignacio Calles            | 29 años | Pilar         | 5       | Section Paloise        |
| Rugby Championship 2025 | Bautista Bernasconi       | 23 años | Hooker        | 3       | Benetton Rugby Treviso |
| Ventana de Julio 2025   | Franco Carrera            | 26 años | Segunda línea | 0       | Pampas XV              |
| Ventana de Julio 2025   | Luciano Acevedo           | 21 años | Segunda línea | 0       | Tarucas                |
| Ventana de Julio 2025   | Lautaro Simes             | 25 años | Segunda línea | 0       | Dogos XV               |
|                         | Efraín Elías              | 21 años | Segunda línea | 1       | Stade Toulousain       |
|                         | Matías Alemanno           | 33 años | Segunda línea | 97      | Gloucester Rugby       |
|                         | Tomás Lavanini            | 32 años | Segunda línea | 86      | Lyon Olympique         |
| Ventana de Julio 2025   | Joaquín Moro              | 24 años | Ala           | 1       | Leicester Tigers       |
| Rugby Championship 2025 | Nicolás D'Amorim          | 24 años | Ala           | 1       | Pampas XV              |
| Ventana de Julio 2025   | Facundo Isa               | 31 años | Octavo        | 51      | Section Paloise        |
|                         | Bautista Pedemonte        | 25 años | Ala           | 1       | Rugby Club Vannes      |
| Ventana de Julio 2025   | Gonzalo Bertranou         | 31 años | Medio scrum   | 67      | RFC LA                 |
| Ventana de Julio 2025   | Nicolás Roger             | 24 años | Apertura      | 0       | Tarucas                |
|                         | Matías Orlando            | 33 años | Centro        | 61      | Miami Sharks           |
| Ventana de Julio 2025   | Faustino Sánchez Valarolo | 21 años | Centro        | 0       | Dogos XV               |
| Ventana de Julio 2025   | Matías Moroni             | 34 años | Centro        | 89      | Brive                  |
| Ventana de Julio 2025   | Agustín Fraga             | 23 años | Wing          | 0       |                        |
| Ventana de Julio 2025   | Santiago Pernas           | 22 años | Wing          | 0       | Pampas XV              |
|                         | Martín Bogado             | 27 años | Fullback      | 4       | Oyonnax                |
| Ventana de Julio 2025   | Alfonso Latorre           | 25 años | Wing          | 0       | Pampas XV              |

## Estadísticas
Las pruebas están correctas hasta el 16 de agosto de 2025 (último partido considerado vs Nueva Zelanda (24-41).
| Oponente                      | Jugados | Ganados | Perdidos | Empatados | % de victorias |
| ----------------------------- | ------- | ------- | -------- | --------- | -------------- |
| Versus selecciones de América |         |         |          |           |                |
| Brasil                        | 13      | 13      | 0        | 0         | 100.0          |
| Canadá                        | 9       | 6       | 3        | 0         | 66.7           |
| Chile                         | 38      | 38      | 0        | 0         | 100.0          |
| Estados Unidos                | 9       | 9       | 0        | 0         | 100.0          |
| Paraguay                      | 18      | 18      | 0        | 0         | 100.0          |
| Perú                          | 1       | 1       | 0        | 0         | 100.0          |
| Uruguay                       | 43      | 43      | 0        | 0         | 100.0          |
| Venezuela                     | 1       | 1       | 0        | 0         | 100.0          |
| Versus selecciones de Europa  |         |         |          |           |                |
| Escocia                       | 22      | 11      | 11       | 0         | 50.0           |
| Escocia XV                    | 3       | 1       | 2        | 0         | 33.3           |
| España                        | 5       | 5       | 0        | 0         | 100.0          |
| Francia                       | 56      | 15      | 40       | 1         | 26.7           |
| Gales                         | 23      | 8       | 14       | 1         | 34.7           |
| Gales XV                      | 3       | 1       | 1        | 1         | 33.3           |
| Georgia                       | 5       | 5       | 0        | 0         | 100.0          |
| Inglaterra                    | 29      | 5       | 23       | 1         | 17.2           |
| Inglaterra XV                 | 1       | 0       | 0        | 1         | 0.0            |
| Irlanda                       | 20      | 6       | 15       | 0         | 30.0           |
| Irlanda XV                    | 5       | 2       | 2        | 1         | 40.0           |
| Italia                        | 24      | 18      | 5        | 1         | 75.0           |
| Rumania                       | 9       | 9       | 0        | 0         | 100.0          |
| Asia, África, y Oceanía       |         |         |          |           |                |
| Australia                     | 41      | 9       | 29       | 3         | 21.9           |
| Fiyi                          | 4       | 3       | 1        | 0         | 75.0           |
| Japón                         | 7       | 6       | 1        | 0         | 85.7           |
| Namibia                       | 3       | 3       | 0        | 0         | 100.0          |
| Nueva Zelanda                 | 40      | 3       | 36       | 1         | 7.5            |
| Nueva Zelanda XV              | 4       | 0       | 4        | 0         | 0.0            |
| Māori All Blacks              | 2       | 0       | 2        | 0         | 0.0            |
| Samoa                         | 5       | 2       | 3        | 0         | 40.0           |
| Sudáfrica                     | 38      | 4       | 33       | 1         | 10.5           |
| Junior Springboks             | 5       | 1       | 4        | 0         | 20.0           |
| South Africa Gazelles         | 6       | 2       | 4        | 0         | 33.3           |
| Tonga                         | 2       | 2       | 0        | 0         | 100.0          |
| Zimbabue                      | 1       | 0       | 1        | 0         | 0.0            |
| Otros                         |         |         |          |           |                |
| Barbarians                    | 3       | 1       | 2        | 0         | 33.3           |
| Barbarians franceses          | 8       | 5       | 3        | 0         | 62.5           |
| Leones Británico-irlandeses   | 8       | 1       | 6        | 1         | 12.5           |
| Sudamérica XV                 | 2       | 2       | 0        | 0         | 100.0          |
| World XV                      | 3       | 3       | 0        | 0         | 100.0          |
| Oxford y Cambridge            | 8       | 2       | 5        | 1         | 25.0           |
| Total                         | 526     | 263     | 249      | 14        | 50.00          |

## Participación en copas

### Copa del Mundo
| Copa Mundial de Rugby | Copa Mundial de Rugby | Copa Mundial de Rugby | Copa Mundial de Rugby | Copa Mundial de Rugby | Copa Mundial de Rugby | Copa Mundial de Rugby | Copa Mundial de Rugby | Copa Mundial de Rugby |
| Año                   | Fase                  | Posición              | PJ                    | PG                    | PE                    | PP                    | PF                    | PC                    |
| Nueva Zelanda 1987    | Fase de grupos        | 13.º                  | 3                     | 1                     | 0                     | 2                     | 49                    | 90                    |
| Inglaterra 1991       | Fase de grupos        | 14.º                  | 3                     | 0                     | 0                     | 3                     | 38                    | 83                    |
| Sudáfrica 1995        | Fase de grupos        | 13.º                  | 3                     | 0                     | 0                     | 3                     | 69                    | 87                    |
| Gales 1999            | Cuartos de final      | 8.º                   | 5                     | 3                     | 0                     | 2                     | 137                   | 122                   |
| Australia 2003        | Fase de grupos        | 9.º                   | 4                     | 2                     | 0                     | 2                     | 140                   | 57                    |
| Francia 2007          | Tercer puesto         | 3.º                   | 7                     | 6                     | 0                     | 1                     | 209                   | 93                    |
| Nueva Zelanda 2011    | Cuartos de final      | 8.º                   | 5                     | 3                     | 0                     | 2                     | 100                   | 73                    |
| Inglaterra 2015       | Cuarto puesto         | 4.º                   | 7                     | 4                     | 0                     | 3                     | 250                   | 143                   |
| Japón 2019            | Fase de grupos        | 11.º                  | 4                     | 2                     | 0                     | 2                     | 106                   | 91                    |
| Francia 2023          | Cuarto puesto         | 4.º                   | 7                     | 4                     | 0                     | 3                     | 185                   | 156                   |
| --------------------- | --------------------- | --------------------- | --------------------- | --------------------- | --------------------- | --------------------- | --------------------- | --------------------- |
| Australia 2027        | Clasificado           | Clasificado           | Clasificado           | Clasificado           | Clasificado           | Clasificado           | Clasificado           | Clasificado           |
| Total                 |                       | 9.º                   | 41                    | 25                    | 0                     | 23                    | 1283                  | 965                   |

### The Rugby Championship
| The Rugby Championship      | The Rugby Championship      | The Rugby Championship      | The Rugby Championship      | The Rugby Championship      | The Rugby Championship      | The Rugby Championship      | The Rugby Championship      | The Rugby Championship      |
| Año                         | Fase                        | Posición                    | PJ                          | PG                          | PE                          | PP                          | PF                          | PC                          |
| The Rugby Championship      | The Rugby Championship      | The Rugby Championship      | The Rugby Championship      | The Rugby Championship      | The Rugby Championship      | The Rugby Championship      | The Rugby Championship      | The Rugby Championship      |
| 2012                        | Cuarto puesto               | 4º                          | 6                           | 0                           | 1                           | 5                           | 80                          | 166                         |
| 2013                        | Cuarto puesto               | 4.º                         | 6                           | 0                           | 0                           | 6                           | 88                          | 224                         |
| 2014                        | Cuarto puesto               | 4.º                         | 6                           | 1                           | 0                           | 5                           | 105                         | 157                         |
| 2015                        | Tercer puesto               | 3.º                         | 3                           | 1                           | 0                           | 2                           | 64                          | 98                          |
| 2016                        | Cuarto puesto               | 4.º                         | 6                           | 1                           | 0                           | 5                           | 129                         | 216                         |
| 2017                        | Cuarto puesto               | 4.º                         | 6                           | 0                           | 0                           | 6                           | 110                         | 235                         |
| 2018                        | Cuarto puesto               | 4.º                         | 6                           | 2                           | 0                           | 4                           | 151                         | 198                         |
| 2019                        | Cuarto puesto               | 4.º                         | 3                           | 0                           | 0                           | 3                           | 39                          | 82                          |
| Torneo de las Tres Naciones | Torneo de las Tres Naciones | Torneo de las Tres Naciones | Torneo de las Tres Naciones | Torneo de las Tres Naciones | Torneo de las Tres Naciones | Torneo de las Tres Naciones | Torneo de las Tres Naciones | Torneo de las Tres Naciones |
| 2020                        | Subcampeón                  | 2.º                         | 4                           | 1                           | 2                           | 1                           | 56                          | 84                          |
| The Rugby Championship      | The Rugby Championship      | The Rugby Championship      | The Rugby Championship      | The Rugby Championship      | The Rugby Championship      | The Rugby Championship      | The Rugby Championship      | The Rugby Championship      |
| 2021                        | Cuarto puesto               | 4.º                         | 6                           | 0                           | 0                           | 6                           | 60                          | 195                         |
| 2022                        | Cuarto puesto               | 4.º                         | 6                           | 2                           | 0                           | 4                           | 143                         | 203                         |
| 2023                        | Tercer puesto               | 3°                          | 3                           | 1                           | 0                           | 2                           | 65                          | 90                          |
| 2024                        | Tercer puesto               | 3°                          | 6                           | 3                           | 0                           | 3                           | 170                         | 195                         |
| --------------------------- | --------------------------- | --------------------------- | --------------------------- | --------------------------- | --------------------------- | --------------------------- | --------------------------- | --------------------------- |
| 2025                        | A disputarse                | A disputarse                | A disputarse                | A disputarse                | A disputarse                | A disputarse                | A disputarse                | A disputarse                |
| Total                       |                             | 4.º                         | 65                          | 12                          | 3                           | 52                          | 1195                        | 1953                        |

### Torneo Panamericano
| Torneo Panamericano de Rugby | Torneo Panamericano de Rugby | Torneo Panamericano de Rugby | Torneo Panamericano de Rugby | Torneo Panamericano de Rugby | Torneo Panamericano de Rugby | Torneo Panamericano de Rugby | Torneo Panamericano de Rugby | Torneo Panamericano de Rugby |
| Año                          | Fase                         | Posición                     | PJ                           | PG                           | PE                           | PP                           | PF                           | PC                           |
| Argentina y Uruguay 1995     | Campeón                      | 1.º                          | 2                            | 2                            | 0                            | 0                            | 73                           | 29                           |
| Canadá 1996                  | Campeón                      | 1.º                          | 3                            | 3                            | 0                            | 0                            | 124                          | 67                           |
| Argentina 1998               | Campeón                      | 1.º                          | 3                            | 3                            | 0                            | 0                            | 161                          | 52                           |
| Canadá 2001                  | Campeón                      | 1.º                          | 3                            | 3                            | 0                            | 0                            | 96                           | 49                           |
| Argentina 2003               | Campeón                      | 1.º                          | 3                            | 3                            | 0                            | 0                            | 161                          | 30                           |
| Total                        |                              | 1.º                          | 14                           | 14                           | 0                            | 0                            | 615                          | 227                          |
| ---------------------------- | ---------------------------- | ---------------------------- | ---------------------------- | ---------------------------- | ---------------------------- | ---------------------------- | ---------------------------- | ---------------------------- |

### Américas Rugby Championship
| Americas Rugby Championship | Americas Rugby Championship           | Americas Rugby Championship           | Americas Rugby Championship           | Americas Rugby Championship           | Americas Rugby Championship           | Americas Rugby Championship           | Americas Rugby Championship           | Americas Rugby Championship           |
| Año                         | Fase                                  | Posición                              | PJ                                    | PG                                    | PE                                    | PP                                    | PF                                    | PC                                    |
| --------------------------- | ------------------------------------- | ------------------------------------- | ------------------------------------- | ------------------------------------- | ------------------------------------- | ------------------------------------- | ------------------------------------- | ------------------------------------- |
| Como "Jaguares"             |                                       |                                       |                                       |                                       |                                       |                                       |                                       |                                       |
| 2009                        | Campeón                               | 1.º                                   | 2                                     | 2                                     | 0                                     | 0                                     | 92                                    | 21                                    |
| Córdoba 2010                | Campeón                               | 1.º                                   | 3                                     | 3                                     | 0                                     | 0                                     | 122                                   | 46                                    |
| Langford 2012               | Campeón                               | 1.º                                   | 3                                     | 3                                     | 0                                     | 0                                     | 88                                    | 22                                    |
| Langford 2013               | Campeón                               | 1.º                                   | 3                                     | 3                                     | 0                                     | 0                                     | 84                                    | 23                                    |
| Langford 2014               | Campeón                               | 1.º                                   | 3                                     | 3                                     | 0                                     | 0                                     | 111                                   | 32                                    |
| Como "Argentina XV"         |                                       |                                       |                                       |                                       |                                       |                                       |                                       |                                       |
| 2016                        | Campeón                               | 1.º                                   | 5                                     | 4                                     | 1                                     | 0                                     | 207                                   | 99                                    |
| 2017                        | Subcampeón                            | 2.º                                   | 5                                     | 4                                     | 1                                     | 0                                     | 215                                   | 96                                    |
| 2018                        | Subcampeón                            | 2.º                                   | 5                                     | 4                                     | 0                                     | 1                                     | 169                                   | 69                                    |
| 2019                        | Campeón                               | 1.º                                   | 5                                     | 5                                     | 0                                     | 0                                     | 258                                   | 60                                    |
| 2020                        | Cancelado por la Pandemia de COVID-19 | Cancelado por la Pandemia de COVID-19 | Cancelado por la Pandemia de COVID-19 | Cancelado por la Pandemia de COVID-19 | Cancelado por la Pandemia de COVID-19 | Cancelado por la Pandemia de COVID-19 | Cancelado por la Pandemia de COVID-19 | Cancelado por la Pandemia de COVID-19 |
| Total                       |                                       | 1.º                                   | 34                                    | 31                                    | 2                                     | 1                                     | 1346                                  | 468                                   |

### Torneo Sudamericano
| Torneo Sudamericano de Rugby | Torneo Sudamericano de Rugby | Torneo Sudamericano de Rugby | Torneo Sudamericano de Rugby | Torneo Sudamericano de Rugby | Torneo Sudamericano de Rugby | Torneo Sudamericano de Rugby | Torneo Sudamericano de Rugby | Torneo Sudamericano de Rugby |
| Año                          | Fase                         | Posición                     | PJ                           | PG                           | PE                           | PP                           | PF                           | PC                           |
| Sudamericano de Rugby        | Sudamericano de Rugby        | Sudamericano de Rugby        | Sudamericano de Rugby        | Sudamericano de Rugby        | Sudamericano de Rugby        | Sudamericano de Rugby        | Sudamericano de Rugby        | Sudamericano de Rugby        |
| Buenos Aires 1951            | Campeón                      | 1.º                          | 3                            | 3                            | 0                            | 0                            | 147                          | 3                            |
| Santiago y Viña del Mar 1958 | Campeón                      | 1.º                          | 3                            | 3                            | 0                            | 0                            | 108                          | 3                            |
| Montevideo 1961              | Campeón                      | 1.º                          | 3                            | 3                            | 0                            | 0                            | 107                          | 6                            |
| São Paulo 1964               | Campeón                      | 1.º                          | 3                            | 3                            | 0                            | 0                            | 85                           | 22                           |
| Buenos Aires 1967            | Campeón                      | 1.º                          | 2                            | 2                            | 0                            | 0                            | 56                           | 6                            |
| Santiago y Viña del Mar 1969 | Campeón                      | 1.º                          | 2                            | 2                            | 0                            | 0                            | 95                           | 6                            |
| Montevideo 1971              | Campeón                      | 1.º                          | 4                            | 4                            | 0                            | 0                            | 186                          | 15                           |
| São Paulo 1973               | Campeón                      | 1.º                          | 4                            | 4                            | 0                            | 0                            | 309                          | 6                            |
| Asunción 1975                | Campeón                      | 1.º                          | 4                            | 4                            | 0                            | 0                            | 232                          | 24                           |
| Tucumán 1977                 | Campeón                      | 1.º                          | 4                            | 4                            | 0                            | 0                            | 250                          | 19                           |
| Santiago y Viña del Mar 1979 | Campeón                      | 1.º                          | 4                            | 4                            | 0                            | 0                            | 238                          | 47                           |
| ---------------------------- | ---------------------------- | ---------------------------- | ---------------------------- | ---------------------------- | ---------------------------- | ---------------------------- | ---------------------------- | ---------------------------- |
| Montevideo 1981              | No participó                 | No participó                 | No participó                 | No participó                 | No participó                 | No participó                 | No participó                 | No participó                 |
| Buenos Aires 1983            | Campeón                      | 1.º                          | 3                            | 3                            | 0                            | 0                            | 118                          | 15                           |
| Asunción 1985                | Campeón                      | 1.º                          | 3                            | 3                            | 0                            | 0                            | 224                          | 25                           |
| Santiago 1987                | Campeón                      | 1.º                          | 3                            | 3                            | 0                            | 0                            | 150                          | 34                           |
| Montevideo 1989              | Campeón                      | 1.º                          | 4                            | 4                            | 0                            | 0                            | 248                          | 30                           |
| 1991                         | Campeón                      | 1.º                          | 4                            | 4                            | 0                            | 0                            | 194                          | 31                           |
| 1993                         | Campeón                      | 1.º                          | 4                            | 4                            | 0                            | 0                            | 254                          | 23                           |
| 1995                         | Campeón                      | 1.º                          | 3                            | 3                            | 0                            | 0                            | 233                          | 49                           |
| 1997                         | Campeón                      | 1.º                          | 3                            | 3                            | 0                            | 0                            | 184                          | 27                           |
| 1998                         | Campeón                      | 1.º                          | 3                            | 3                            | 0                            | 0                            | 114                          | 31                           |
| Sudamericano de Rugby A      |                              |                              |                              |                              |                              |                              |                              |                              |
| Montevideo 2000              | Campeón                      | 1.º                          | 2                            | 2                            | 0                            | 0                            | 47                           | 35                           |
| 2001                         | Campeón                      | 1.º                          | 3                            | 3                            | 0                            | 0                            | 174                          | 45                           |
| Mendoza 2002                 | Campeón                      | 1.º                          | 3                            | 3                            | 0                            | 0                            | 244                          | 34                           |
| Montevideo 2003              | Campeón                      | 1.º                          | 3                            | 3                            | 0                            | 0                            | 225                          | 3                            |
| Santiago 2004                | Campeón                      | 1.º                          | 3                            | 3                            | 0                            | 0                            | 261                          | 20                           |
| Buenos Aires 2005            | Campeón                      | 1.º                          | 2                            | 2                            | 0                            | 0                            | 75                           | 34                           |
| 2006                         | Campeón                      | 1.º                          | 2                            | 2                            | 0                            | 0                            | 86                           | 13                           |
| 2007                         | Campeón                      | 1.º                          | 1                            | 1                            | 0                            | 0                            | 79                           | 8                            |
| 2008                         | Campeón                      | 1.º                          | 2                            | 2                            | 0                            | 0                            | 114                          | 11                           |
| Montevideo 2009              | Campeón                      | 1.º                          | 2                            | 2                            | 0                            | 0                            | 122                          | 15                           |
| Santiago 2010                | Campeón                      | 1.º                          | 2                            | 2                            | 0                            | 0                            | 86                           | 9                            |
| Puerto Iguazú y Posadas 2011 | Campeón                      | 1.º                          | 2                            | 2                            | 0                            | 0                            | 136                          | 20                           |
| Santiago 2012                | Campeón                      | 1.º                          | 3                            | 3                            | 0                            | 0                            | 210                          | 11                           |
| Montevideo 2013              | Campeón                      | 1.º                          | 3                            | 3                            | 0                            | 0                            | 197                          | 28                           |
| Consur Cup                   |                              |                              |                              |                              |                              |                              |                              |                              |
| 2014                         | Campeón                      | 1.º                          | 2                            | 2                            | 0                            | 0                            | 138                          | 21                           |
| 2015                         | Campeón                      | 1.º                          | 2                            | 2                            | 0                            | 0                            | 107                          | 21                           |
| Sudamérica Rugby Cup         |                              |                              |                              |                              |                              |                              |                              |                              |
| 2016                         | Campeón                      | 1.º                          | 2                            | 2                            | 0                            | 0                            | 105                          | 20                           |
| 2017                         | Campeón                      | 1.º                          | 2                            | 2                            | 0                            | 0                            | 69                           | 48                           |
| Seis Naciones Sudamericano   |                              |                              |                              |                              |                              |                              |                              |                              |
| 2018                         | Subcampeón                   | 2.º                          | 3                            | 2                            | 0                            | 1                            | 161                          | 54                           |
| 2019                         | Campeón                      | 1.º                          | 3                            | 3                            | 0                            | 0                            | 196                          | 6                            |
| Cuatro Naciones Sudamericano |                              |                              |                              |                              |                              |                              |                              |                              |
| Montevideo 2020              | Campeón                      | 1.º                          | 3                            | 3                            | 0                            | 0                            | 118                          | 58                           |
| Total                        |                              | 1.º                          | 116                          | 115                          | 0                            | 1                            | 6482                         | 936                          |

## Palmarés
- Copa del Mundo de Rugby
  -  Tercer puesto: 2007

- Torneo Panamericano de Rugby (5): 1995, 1996, 1998, 2001, 2003.

Es la única selección que posee títulos en esta competición.
- Sudamericano de Rugby (36): 1951, 1958, 1961, 1964, 1967, 1969, 1971, 1973, 1975, 1977, 1979, 1983, 1985, 1987, 1989, 1991, 1993, 1995, 1997, 1998, 2000, 2001, 2002, 2003, 2004, 2005, 2006, 2007, 2008, 2009, 2010, 2011, 2012, 2013, 2019, 2020.

Es la selección que más títulos posee de esta competición.
- Americas Rugby Championship (7): 2009, 2010, 2012, 2013, 2014, 2016, 2019.

Es la selección que más títulos posee de esta competición.
- Consur Cup (4): 2014, 2015, 2016, 2017.

Es la única selección que posee títulos en esta competición.
- Trofeo Puma (2): 2023, 2024.

- Killik Cup (1): 2015.

- 1888 Cup (1): 2025.

- Nota 1: Algunos Sudamericanos lo disputa la selección de segundo nivel
- Nota 2: Todos los Américas Rugby Championship fueron disputados por la selección de segundo nivel: Argentina XV

## Registros notables

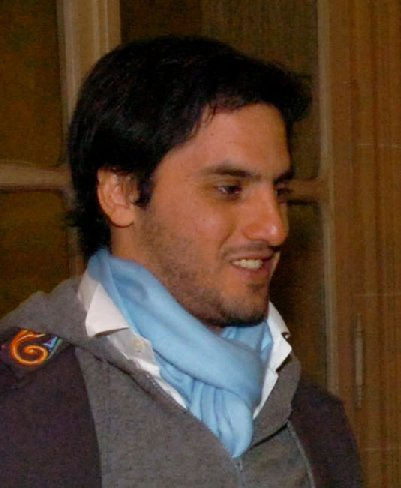
Agustín Pichot, capitán en los años 2000.

Cuatro jugadores: Felipe Contepomi, Juan Martín Hernández, Agustín Pichot y Hugo Porta, son miembros del World Rugby Salón de la Fama.
El tucumano Pablo Garretón en los años 1990 y el bonaerense Agustín Creevy en los años 2010, son los únicos capitanes no eventuales que no nacieron en Buenos Aires. El sudafricano Fairy Heatlie fue el primero y anteriormente había jugado con los Springboks.
Nota: en caso de empate en pruebas y en empate de tries: se ordena primero a quien jugó menos años. En negrita son los jugadores actuales y en cursiva aquellos que se retiraron del seleccionado, pero que siguen activos.

### Más pruebas jugadas

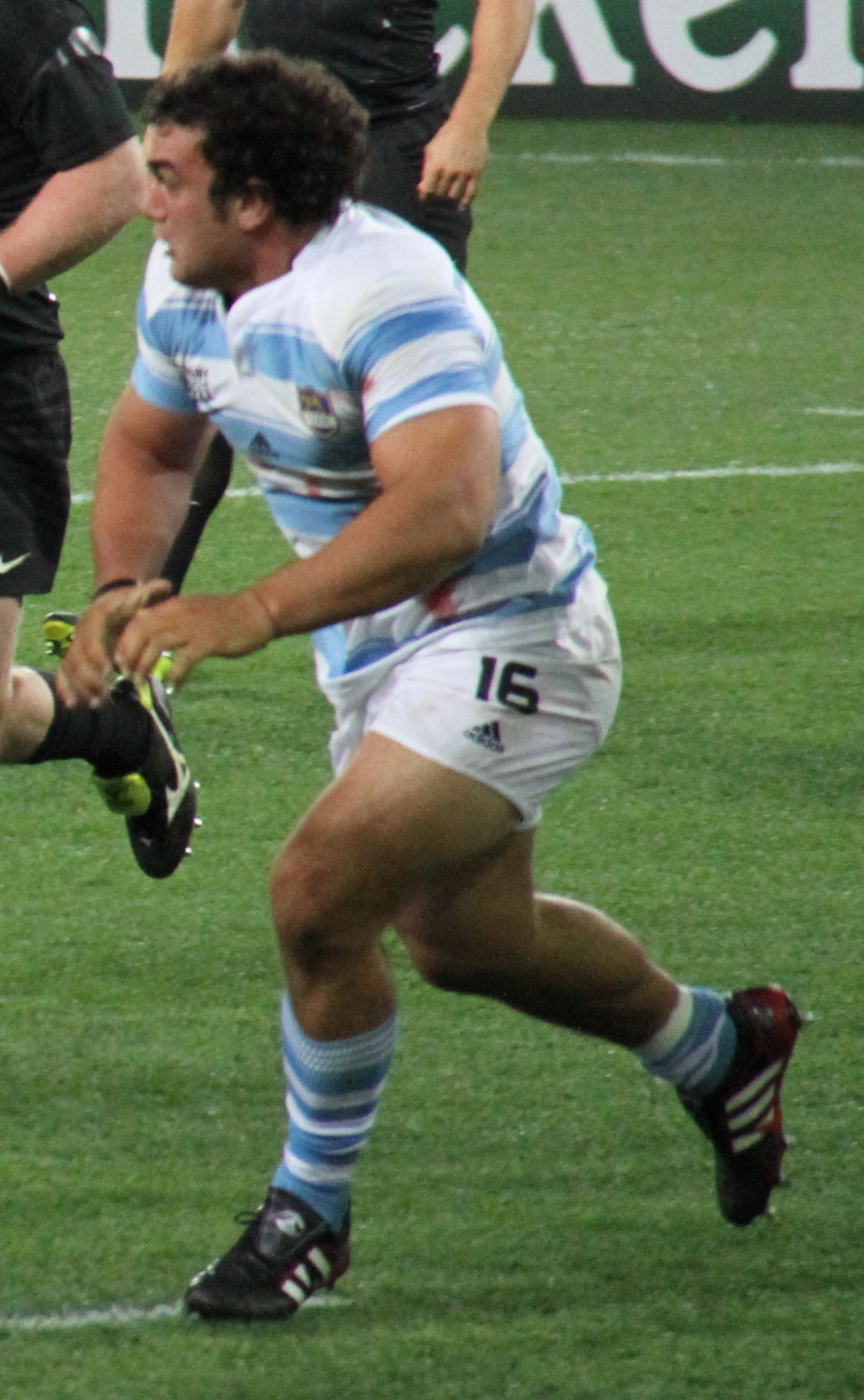
Agustín Creevy jugó más pruebas.

Pruebas actualizadas el 12 de julio de 2025
|    | Jugador          | Pruebas | Posición      | Carrera   |
| -- | ---------------- | ------- | ------------- | --------- |
| 1  | Pablo Matera     | 111     | Ala           | 2013–     |
| 2  | Agustín Creevy   | 110     | Hooker        | 2005–2025 |
| 3  | Nicolás Sánchez  | 104     | Apertura      | 2010–2025 |
| 4  | Matías Alemanno  | 98      | Segunda línea | 2014–     |
| 5  | Julián Montoya   | 95      | Hooker        | 2014–     |
| 6  | Tomás Cubelli    | 91      | Medio scrum   | 2010–     |
| 7  | Juan Leguizamón  | 87      | Ala           | 2005–2019 |
| 8  | Felipe Contepomi | 87      | Centro        | 1998–2013 |
| 9  | Rolando Martín   | 86      | Ala           | 1994–2003 |
| 10 | Lisandro Arbizu  | 86      | Centro        | 1990–2005 |

### Máximos anotadores

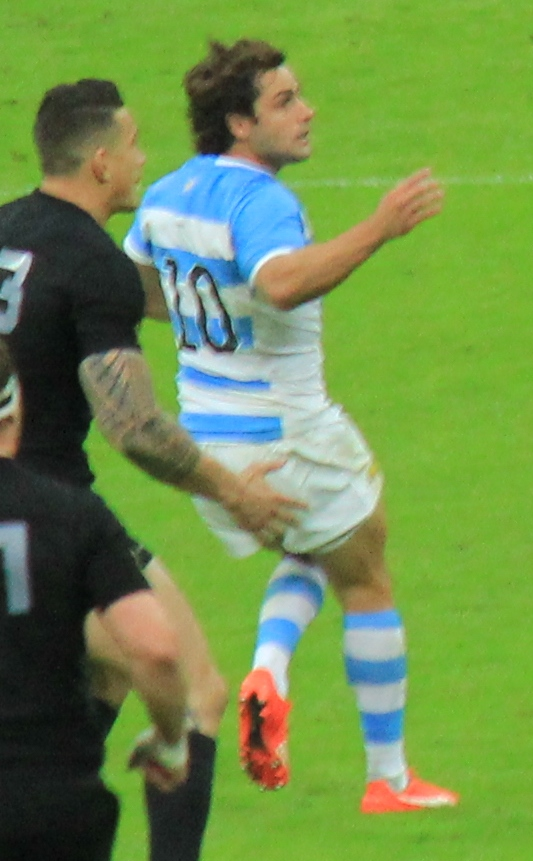
Nicolás Sánchez, máximo anotador.

|    | Jugador                | Puntos | Posición | Carrera   |
| -- | ---------------------- | ------ | -------- | --------- |
| 1  | Nicolás Sánchez        | 902    | Apertura | 2010–2025 |
| 2  | Felipe Contepomi       | 651    | Centro   | 1998–2013 |
| 3  | Hugo Porta             | 590    | Apertura | 1971–1990 |
| 4  | Gonzalo Quesada        | 486    | Apertura | 1996–2003 |
| 5  | Santiago Mesón         | 365    | Fullback | 1987–1997 |
| 6  | Emiliano Boffelli      | 340    | Fullback | 2017–     |
| 7  | Federico Todeschini    | 256    | Apertura | 1998–2008 |
| 8  | Lisandro Arbizu        | 188    | Centro   | 1990–2005 |
| 9  | Juan Martín Hernández  | 176    | Apertura | 2003–2017 |
| 10 | Juan Fernández Miranda | 158    | Centro   | 1997–2007 |

### Máximos anotadores de tries[19]
Tries actualizados el 6 de octubre de 2023
|    | Jugador            | Tries | Posición | Carrera   |
| -- | ------------------ | ----- | -------- | --------- |
| 1  | José Núñez Piossek | 29    | Wing     | 2001–2008 |
| 2  | Diego Cuesta Silva | 28    | Wing     | 1983–1995 |
| 3  | Gustavo Jorge      | 24    | Wing     | 1989–1994 |
| 4  | Facundo Soler      | 18    | Fullback | 1996–2002 |
| 5  | Joaquín Tuculet    | 18    | Fullback | 2012–2019 |
| 6  | Rolando Martín     | 18    | Ala      | 1994–2003 |
| 7  | Hernán Senillosa   | 17    | Centro   | 2002–2007 |
| 8  | Juan Imhoff        | 17    | Wing     | 2009–2024 |
| 9  | Manuel Montero     | 16    | Wing     | 2012–2017 |
| 10 | Lisandro Arbizu    | 16    | Centro   | 1990–2005 |